# Apostelamt Jesu Christi
De gemeenschap van het Apostelambt van Jezus Christus (Apostelamt Jesu Christi - AJC) is vooral vertegenwoordigd in het oosten van Duitsland, maar telt ook enkele gemeenten in het westen. Het ledental wordt geschat op 15.000.

## Ontstaan en korte historie
De gemeenten van het Apostelambt van Jezus Christus zijn voortgekomen uit het Apostelamt Juda. Na de dood van hun apostel Julius Fischer in 1923 ontstond strijd over de opvolging, waarna Hermann Krüger (1869-1933) het Apostelamt Simeon in Juda stichtte. In 1924 wijzigde men de naam in Apostelambt van Simeon in Jacobs geslacht. Sinds 1947 noemt men zich Apostelamt Jesu Christi.

## Organisatie
In tegenstelling tot de Nieuw-apostolische kerk kent het AJC geen ambt van stamapostel meer, maar zijn alle apostelen gelijkwaardig. Ze dragen Bijbelse namen, zoals Barnabas, Stefanus en Mattheüs, Lucas, Jacobus en Andreas. De oorspronkelijke uniforme leiding onder een stamapostel werd na de bouw van de Berlijnse Muur onhoudbaar. Daarom werd in 1962 naast het kerkelijk hoofdbureau in Cottbus (DDR), in West-Berlijn een tweede kerkelijk hoofdbureau als Körperschaft des privaten Rechts e.V. gesticht. Op 24 juni 1986 werd vanuit het AJC de „Gemeinschaft der Apostel Jesu Christi“ gesticht. In de preambule van de statuten van de „Gemeinschaft der Apostel Jesu Christi“ is als doel beschreven beide groepen gelovigen gezamenlijk onder de autoriteit van deze apostelvergadering te brengen.
Na de Duitse hereniging in 1990 duurde het nog geruime tijd tot het oostelijke en westelijke deel van de AJC weer nader tot elkaar kwamen. Via een gezamenlijk preekplan kwam het op 20 februari 2005 ten slotte tot een fusie van de beide hoofdkantoren. Er werd op die datum een gezamenlijke kerkdienst in Hannover gepland, waaraan beide delen van de AJC zouden deelnemen. Hoewel men dus al twintig jaar een gezamenlijke raad van apostelen kent, is er nog steeds sprake van twee in juridische zin gescheiden rechtspersonen.

## Contacten
Sinds de zeventiger jaren zocht het AJC contact met andere christenen. In 1981 kreeg het AJC de status van toeschouwer in het oecumenische kerkverband van de DDR. Tegenwoordig heeft het AJC als enige apostolische gemeenschap een gaststatus in de 'Arbeitsgemeinschaft Christlicher Kirchen' (ACK) van Duitsland. In 1999 bedroeg het geschatte aantal leden van het AJC ± 20.000.